# 紀伊新宮藩
新宮藩（しんぐうはん）は、現在の和歌山県新宮市（紀伊国）を治めた藩。ただし、藩として正式に立藩されたのは明治元年（1868年）のことである。藩庁は新宮城（和歌山県新宮市）。藩主は和歌山藩の御附家老だった水野家で、石高は3万5千石。

## 藩史
新宮は戦国時代、豊臣家の家臣・堀内氏善が領していたが、慶長5年（1600年）の関ヶ原の戦いで西軍に与したために没落する。
その後、紀伊国に封じられた浅野幸長のもとでは浅野忠長が領していたが、浅野本家が安芸広島藩へ移封されると忠長も随伴した。その後、安藤家と共に、徳川頼宣の附家老として入った水野重央が、新宮に3万5000石を領した。
水野家の入部をもって紀伊新宮藩の始まりともされるが、幕藩体制のもとでは、身分はあくまで紀伊徳川家の家臣であり、大名としては扱われなかった。水野家は代々家老として藩政に重きを成した。第9代・水野忠央は、後に和歌山藩主から第14代将軍となった徳川家茂（慶福）を補佐し、幕末の大老で有名な井伊直弼と協力して、家茂を第14代将軍にしようと奔走した。
徳川御三家の和歌山藩直轄から新宮城主・水野藩に知行替えが交付された際、現三重県熊野市木本町周辺の住民が猛反対し、当時の藩士吉田庄太夫が奔走して知行替えを中止させている。故人を偲んで木本神社に祀った。

## 歴代藩主

### 浅野家
外様 2万8千石
| 代 | 氏名                     | 院号   | 官位     | 在職期間                          | 享年 | 出身家 |
| -- | ------------------------ | ------ | -------- | --------------------------------- | ---- | ------ |
| 1  | 浅野忠吉 あさの ただよし | 大通院 | 右近大夫 | 慶長5年 - 元和5年 1600年 - 1619年 | 75   | 浅野家 |

### 水野家
譜代 3万5千石
| 代 | 氏名                     | 院号   | 官位            | 在職期間                           | 享年 | 出身家     |
| -- | ------------------------ | ------ | --------------- | ---------------------------------- | ---- | ---------- |
| 1  | 水野重央 みずの しげなか | 全龍院 | 出雲守          | 元和5年 - 元和7年 1619年 - 1621年  | 52   | 水野家     |
| 2  | 水野重良 みずの しげよし | 本廣院 | 淡路守          | 元和9年 - 万治元年 1623年 - 1658年 | 52   | 新宮水野家 |
| 3  | 水野重上 みずの しげたか | 知徳院 | 土佐守          | 万治元年 - 宝永4年 1658年 - 1707年 | 74   | 新宮水野家 |
| 4  | 水野重期 みずの しげとき | 和泉院 | 淡路守          | 宝永4年 - 正徳4年 1707年 - 1714年  | 46   | 新庄家     |
| 5  | 水野忠昭 みずの ただあき | 本徳院 | 大炊頭          | 正徳4年 - 寛延2年 1714年 - 1749年  | 50   | 定勝流     |
| 6  | 水野忠興 みずの ただおき | 本立院 | 筑後守          | 寛延2年 - 宝暦13年 1749年 - 1763年 | 28   | 定勝流     |
| 7  | 水野忠実 みずの ただざね | 法心院 | 飛騨守          | 宝暦13年 - 文政5年 1763年 - 1822年 | 73   | 忠伸流     |
| 8  | 水野忠啓 みずの ただあき | 徳拾院 | 対馬守          | 文政5年 - 天保6年 1822年 - 1835年  | 54   | 忠伸流     |
| 9  | 水野忠央 みずの ただなか | 鶴峯院 | 従五位下 土佐守 | 天保6年 - 安政7年 1835年 - 1860年  | 52   | 忠伸流     |
| 10 | 水野忠幹 みずの ただもと | 真徳院 | 従五位下 大炊頭 | 万延元年 - 明治3年 1860年 - 1871年 | 65   | 忠伸流     |

## 幕末の領地
- 紀伊国
  - 名草郡のうち - 1村
  - 有田郡のうち - 3村
  - 日高郡のうち - 2村
  - 牟婁郡のうち - 142村（うち46村が度会県に編入）